# America (banda)
America é uma banda anglo-americana de folk rock formada em Londres no ano de 1970 por Dewey Bunnell, Dan Peek e Gerry Beckley. Os músicos se conheceram por serem filhos de membros da Força Aérea Estadunidense, que estavam estacionados em Londres. São muito conhecidos por seus sucessos como "A Horse with No Name" e "Sister Golden Hair". Embora eles não fossem bem aceitos pelos críticos, a banda teve excepcional sucesso comercial na venda de seus dois singles e álbuns. Apesar de cantores consagrados como James Taylor e Rod Stewart fazerem parte da Warner Brothers Records, o grupo foi o que mais vendeu discos neste selo na década de 1970. Eles ganharam o Grammy Award para artista revelação e foram indicados a melhor desempenho por uma dupla ou grupo, ambos no ano de 1973.

## História
O America teve dois grandes hits internacionais seguidos, "A Horse With No Name" e "I Need You'', ambas tiradas do álbum de 1971, intitulado "America". Com esse álbum, venceram o Grammy de banda revelação de 1972. Vale destacar que Michael Jackson ainda pediu autorização ao grupo para que pudesse gravar uma versão inspirada em "A Horse with no Name", a qual nomeou como A Place with no Name. O America não apenas autorizou como disse também ser "uma honra" que ele tivesse escolhido aquela canção.
Logo, o som produzido pelo America era uma versão refinada do folk anglo-americano de Crosby, Stills & Nash, e vale ressaltar que Beckley, Peek e Bunnel tocavam e cantavam imitando Neil Young. Até meados dos anos 70, pelo menos, o America foi um nome sólido, com vários álbuns e hits de médio impacto, como ''Tin Man'' e ''Sister Golden Hair''. No Final dos anos 90, o America, com a mesma formação, ainda estava ativo, vivendo de suas antigas glórias.

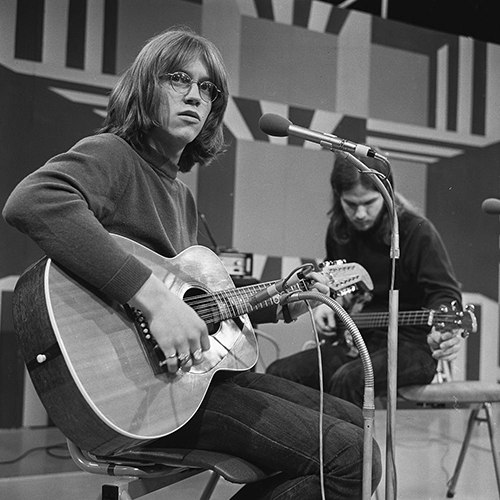
Gerry Beckley e Dan Peek se apresentando no TopPop em 1972

Sete de seus álbuns foram produzidos por George Martin, o famoso produtor dos Beatles. Sua música foi baseada em composições acústicas rebuscada com um trabalho cuidadoso em harmonias vocais.

## Integrantes

### Formação
- Gerry Beckley (1970-presente) – vocal, piano, teclado, guitarra, baixo, gaita
- Dewey Bunnell (1970-presente) – vocal, guitarra
- Dan Peek (1970-1977) – vocal, guitarra, baixo, teclado, gaita

## Discografia
| Álbuns de estúdio - America (1971) - Homecoming (1972) - Hat Trick (1973) - Holiday (1974) - Hearts (1975) - Hideaway (1976) - Harbor (1977) - Silent Letter (1979) - Alibi (1980) - View from the Ground (1982) - Your Move (1983) - Perspective (1984) - Hourglass (1994) - Human Nature (1998) - Holiday Harmony (2002) - Here & Now (2007) - Back Pages (2011) - Lost & Found (2015) | Compilações - History: America's Greatest Hits (1975) - Encore: More Greatest Hits (1991) - Highway (2000) - The Complete Greatest Hits (2001) - Hits: 40th Anniversary Edition (2011) - The Warner Years 1971–1977 (2015) - Archives, Vol. 1 (2015) - An Introduction To : America (2017) - The Capitol Years 1979-1985 (2019) - 50th Anniversary Golden Hits (2019) Álbuns ao vivo - America Live (1977) - In Concert (1985) - In Concert (1995) - Horse with No Name (1995) - The Grand Cayman Concert (2002) - America & Friends Live at the Ventura Theatre (2006) - Live in Concert: Wildwood Springs (2008) |